# Historic Hotels of America
Historic Hotels of America est un programme du National Trust for Historic Preservation rassemblant 272 hôtels à caractère historique, de tous les États-Unis. Il a été fondé en 1989, avec alors 32 membres.

## Liste
- Catégorie:Historic Hotels of America

## Quelques exemples

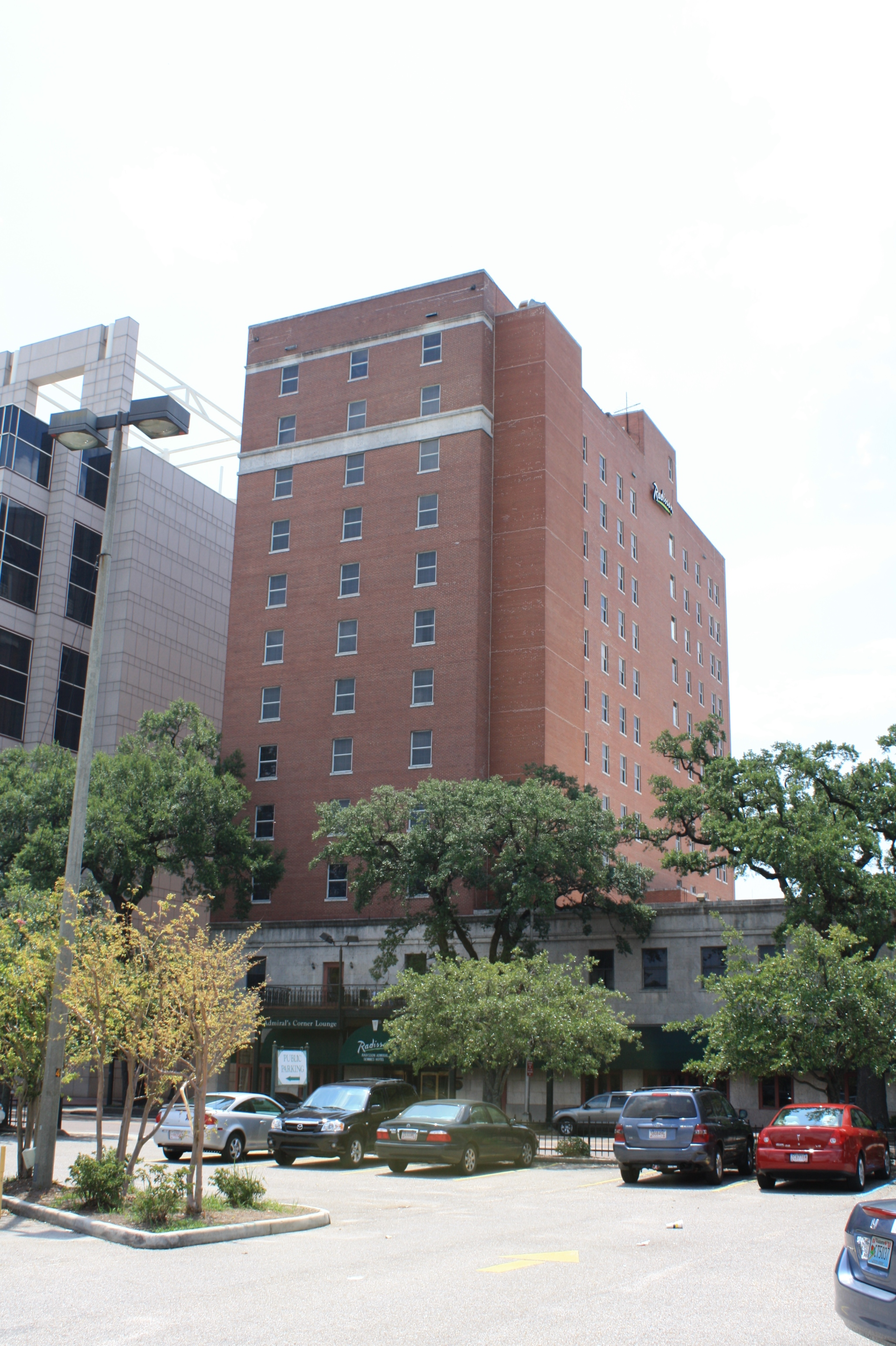
L'Hôtel Admiral à Mobile (Alabama), membre depuis 1989.
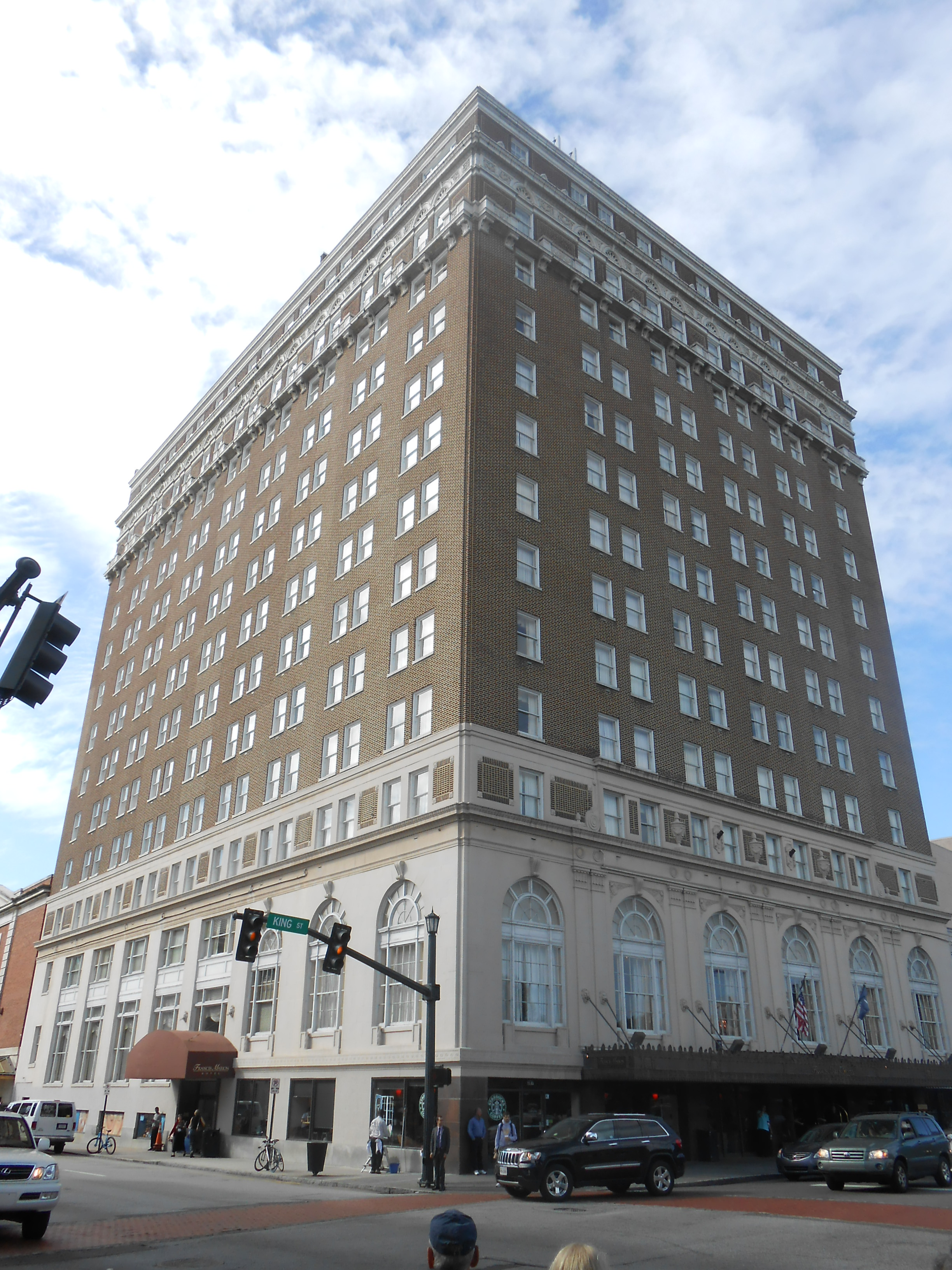
L'hôtel Francis Marion, à Charleston (Caroline du Sud), membre depuis 1999.
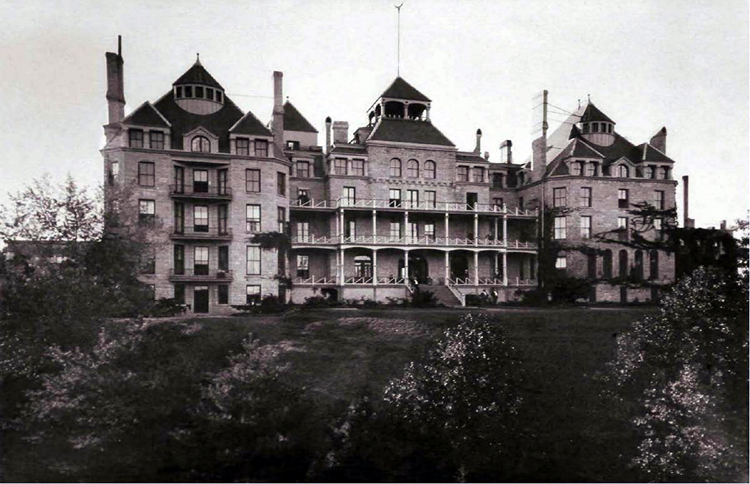
1886 Crescent Hotel & Spa, à Eureka Springs (Arkansas), membre depuis 2000.
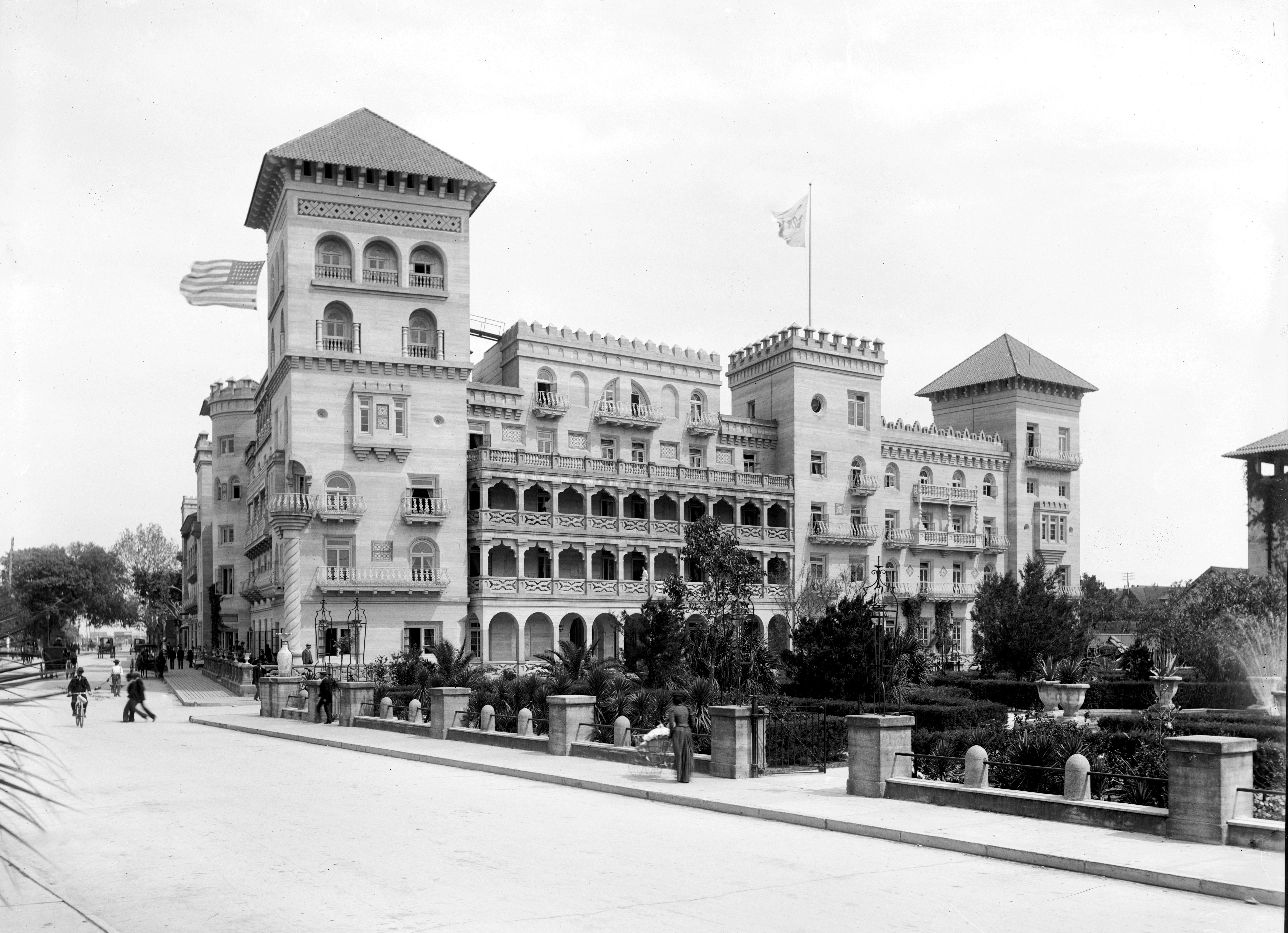
Le Casa Monica Resort & Spa à Saint Augustine (Floride), membre depuis 2001.
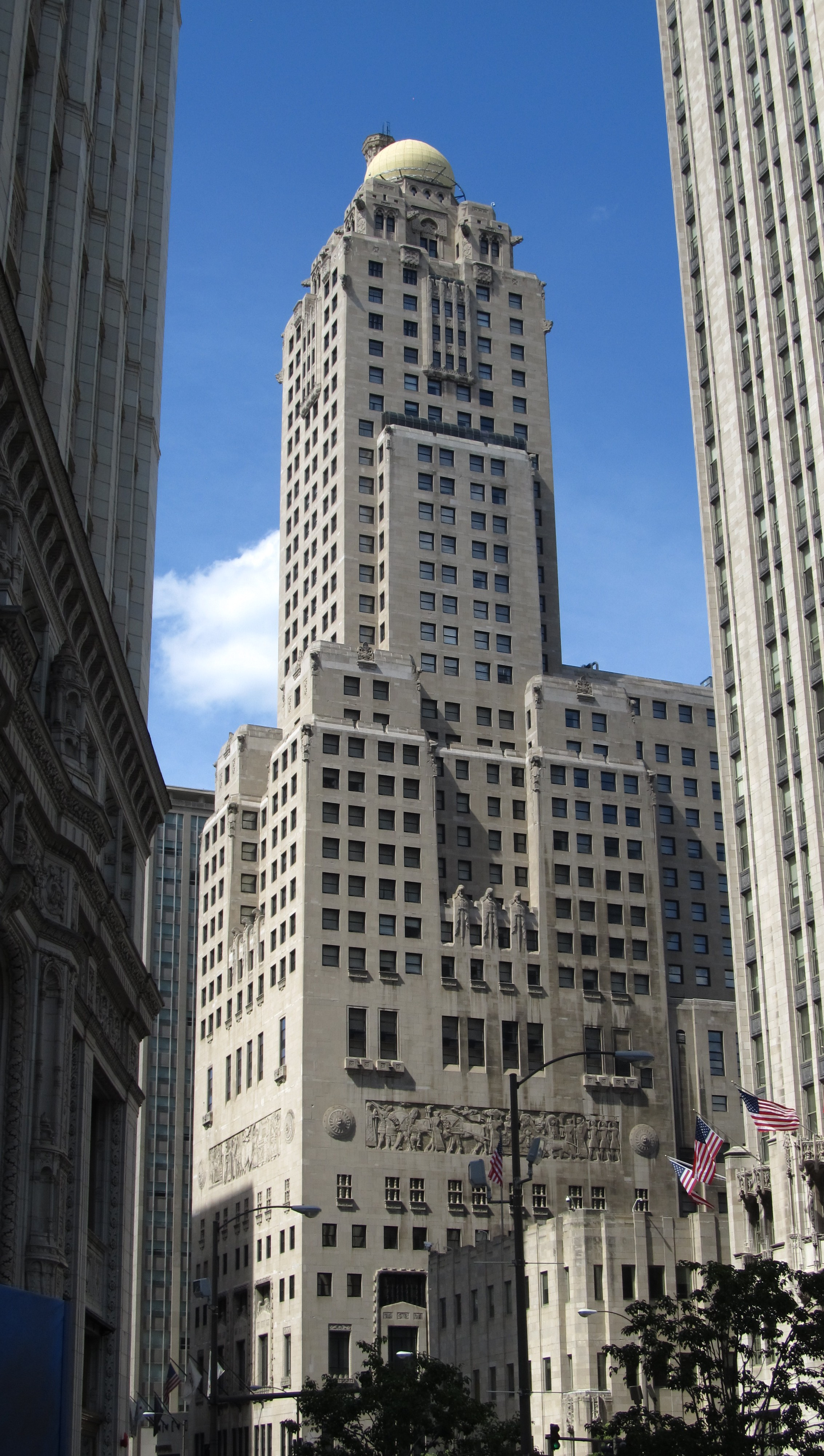
L'InterContinental Chicago Magnificent Mile à Chicago, membre depuis 2011.
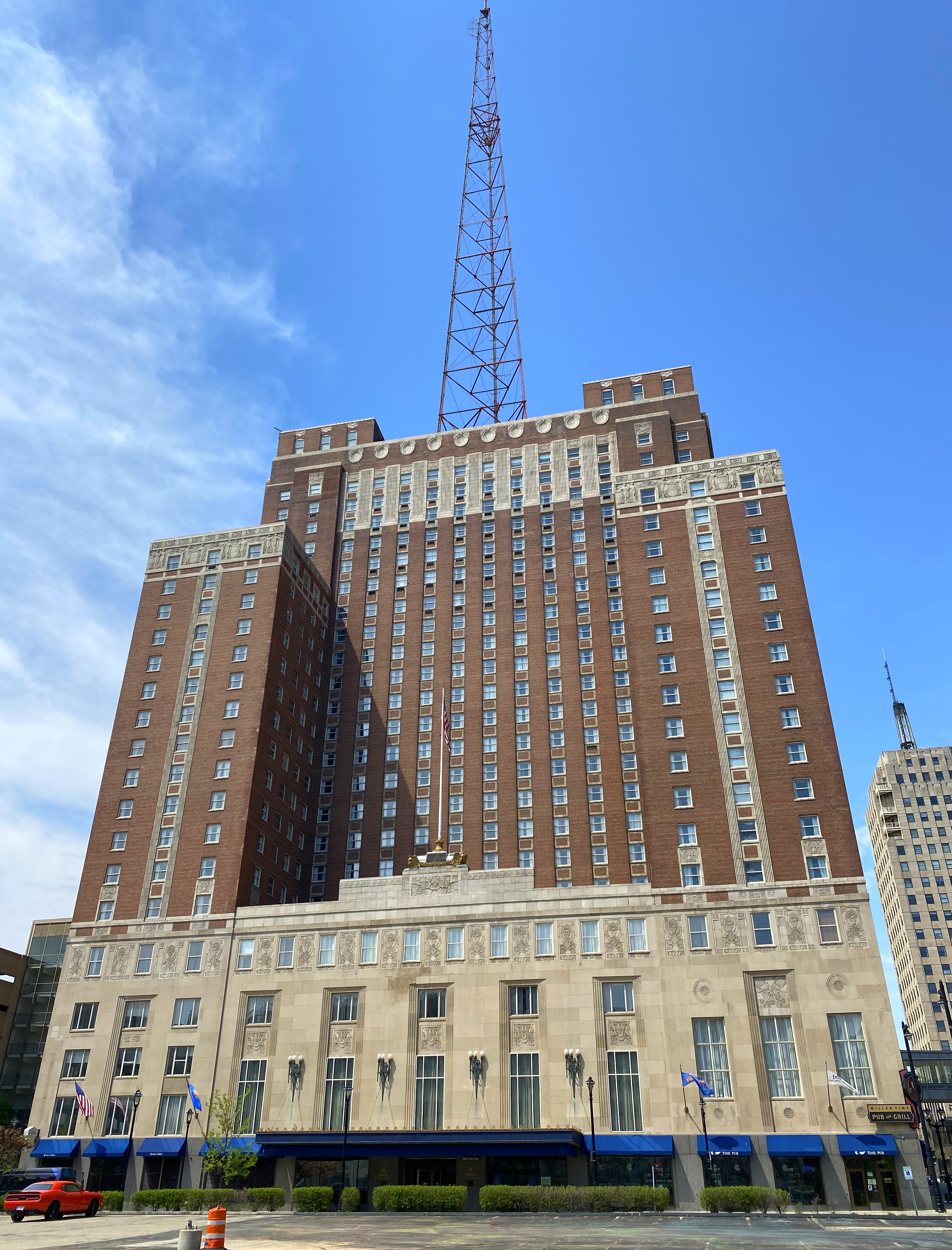
Le Hilton Milwaukee City Center à Milwaukee, membre depuis 2011.
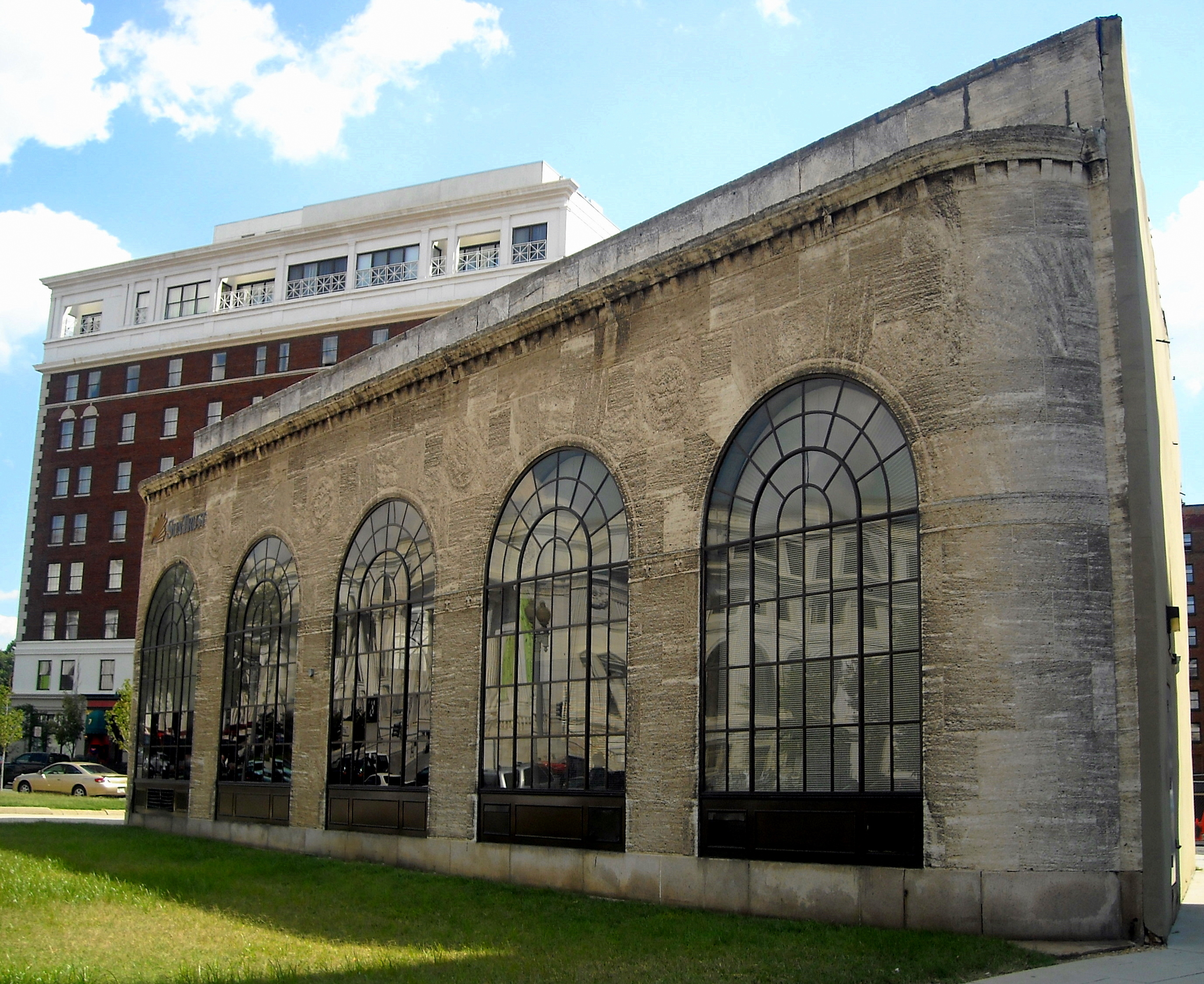
Le Phoenix Park Hotel à Washington, membre depuis 2002.
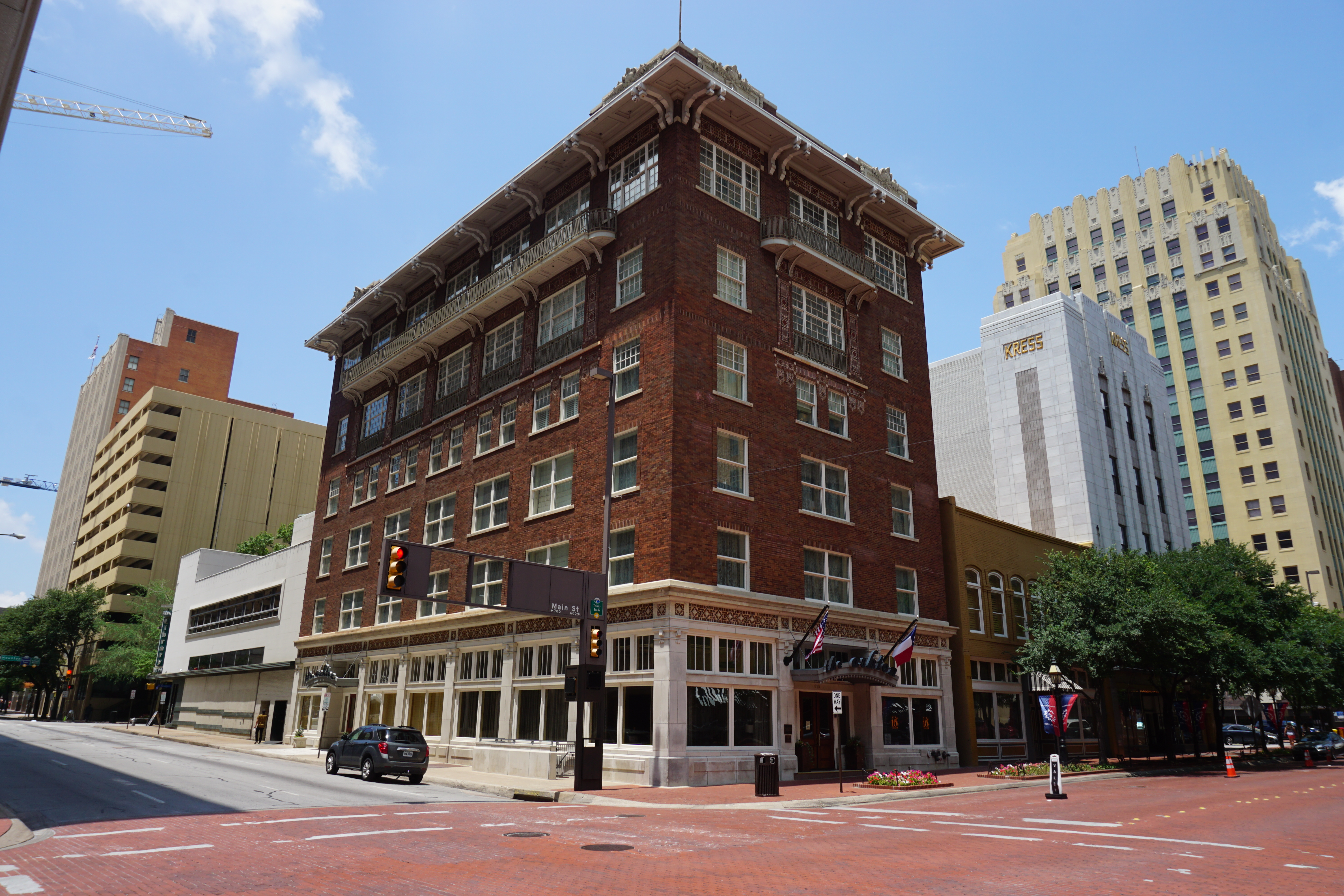
L'hôtel Ashton à Fort Worth (Texas), membre depuis 2008.
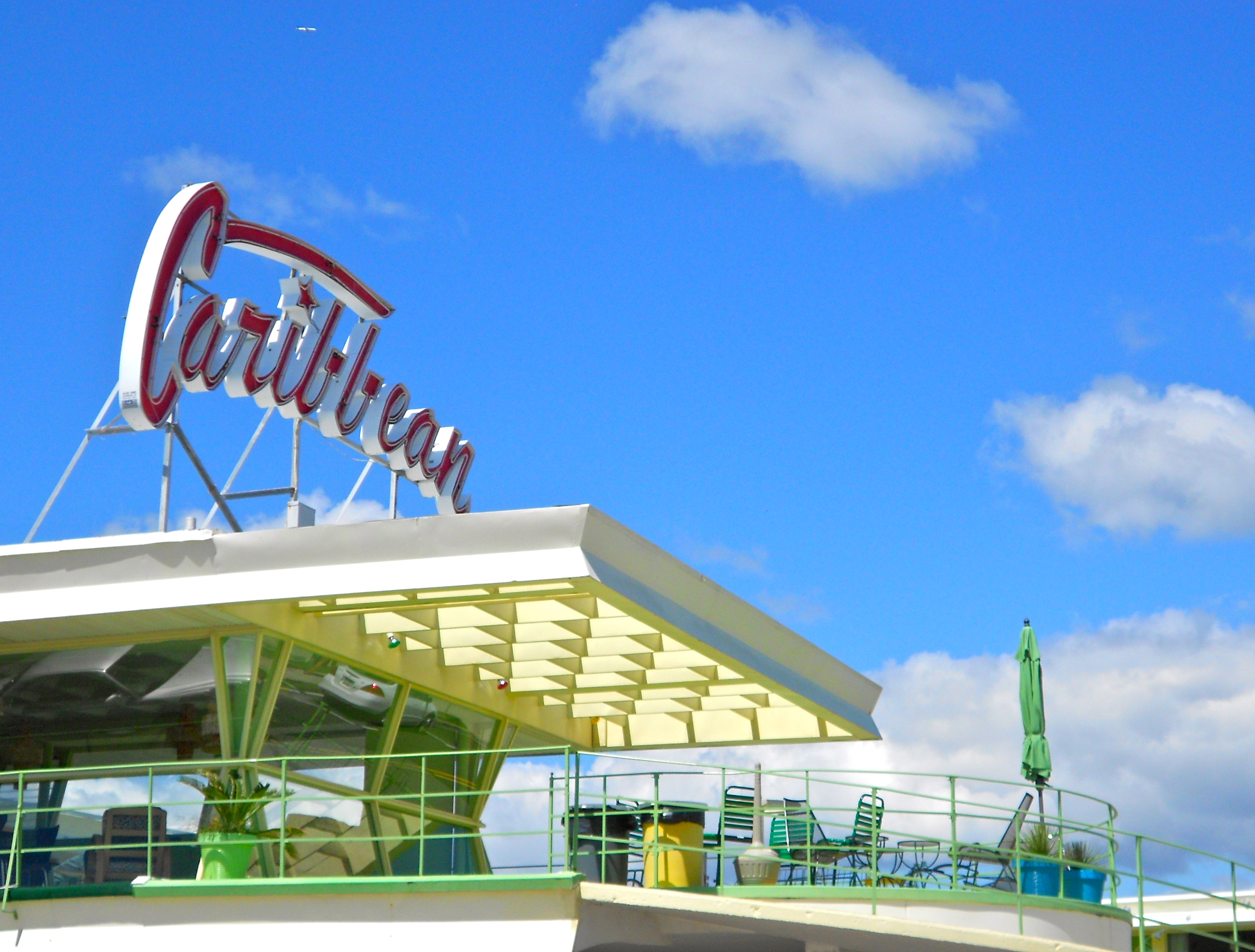
Le Caribbean Motel, un motel du New Jersey membre depuis 2011.
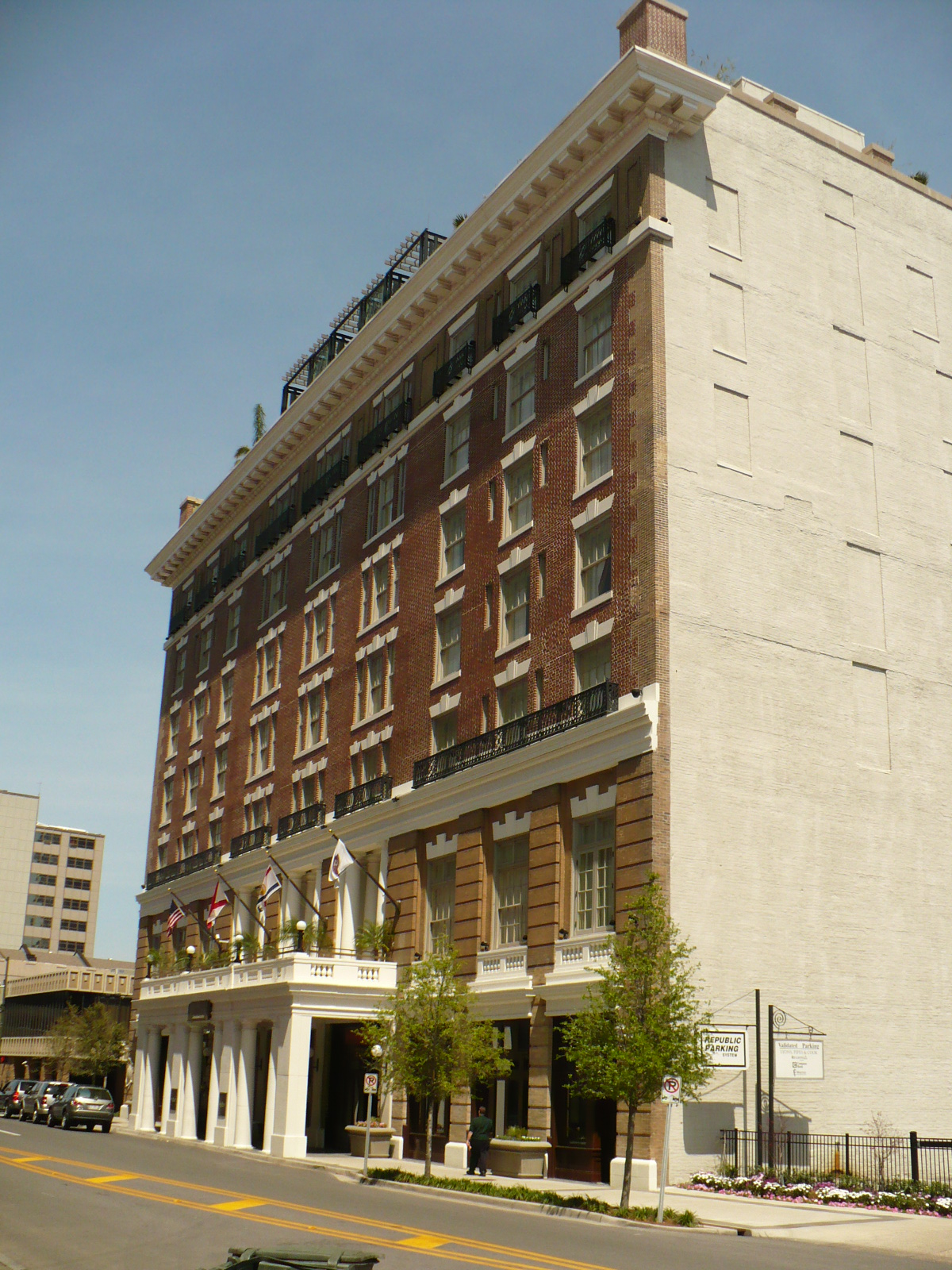
The Battle House Renaissance Mobile Hotel & Spa à Mobile (Alabama), membre depuis 2009.
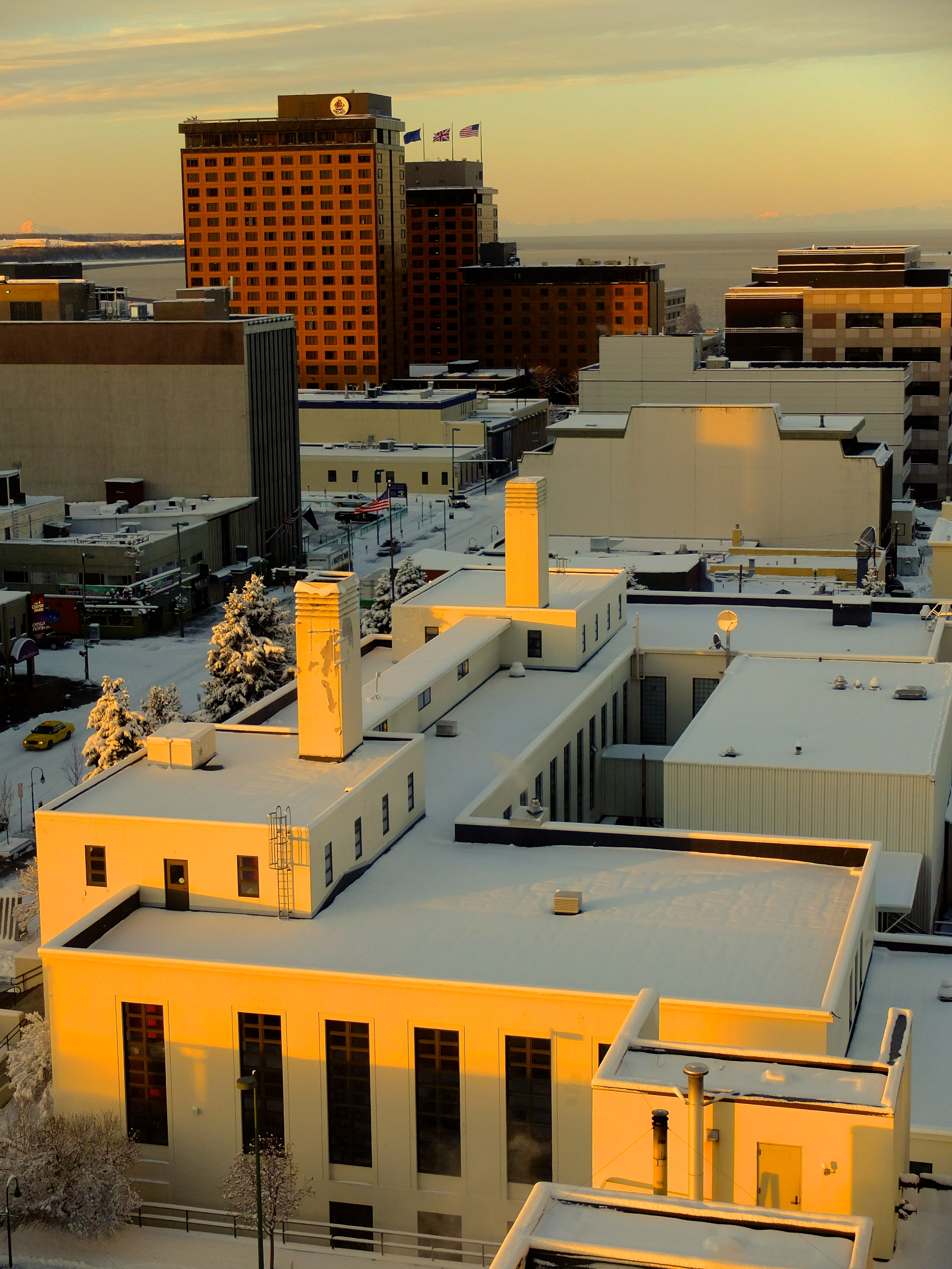
L'Hotel Captain Cook à Anchorage (Alaska), membre depuis 2016.
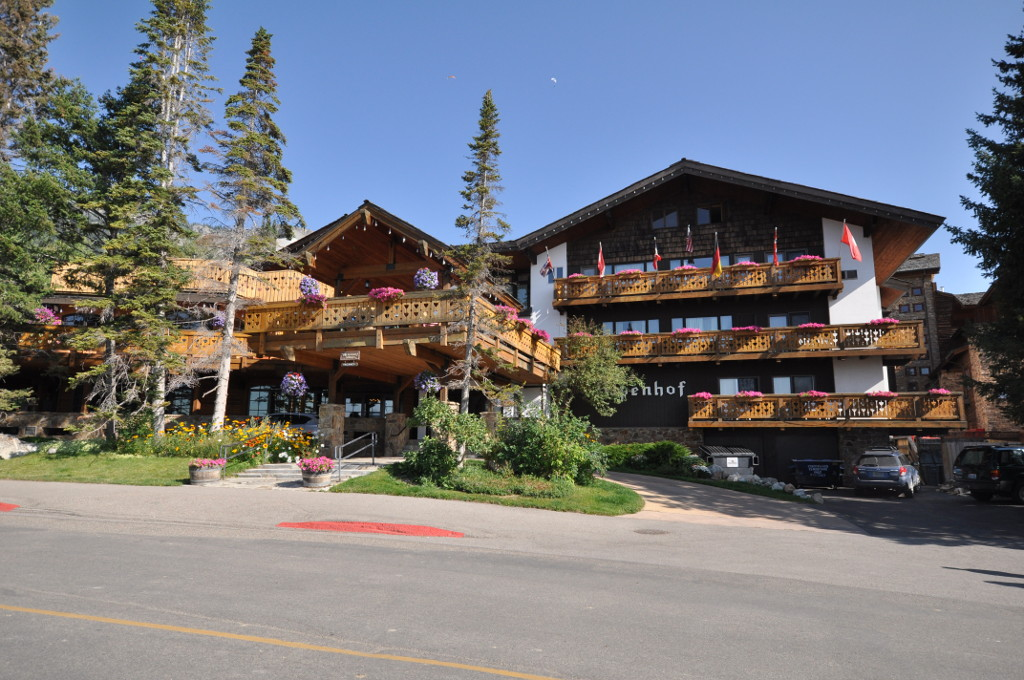
Alpenhof Lodge à Teton Village (Wyoming), membre depuis 2017.
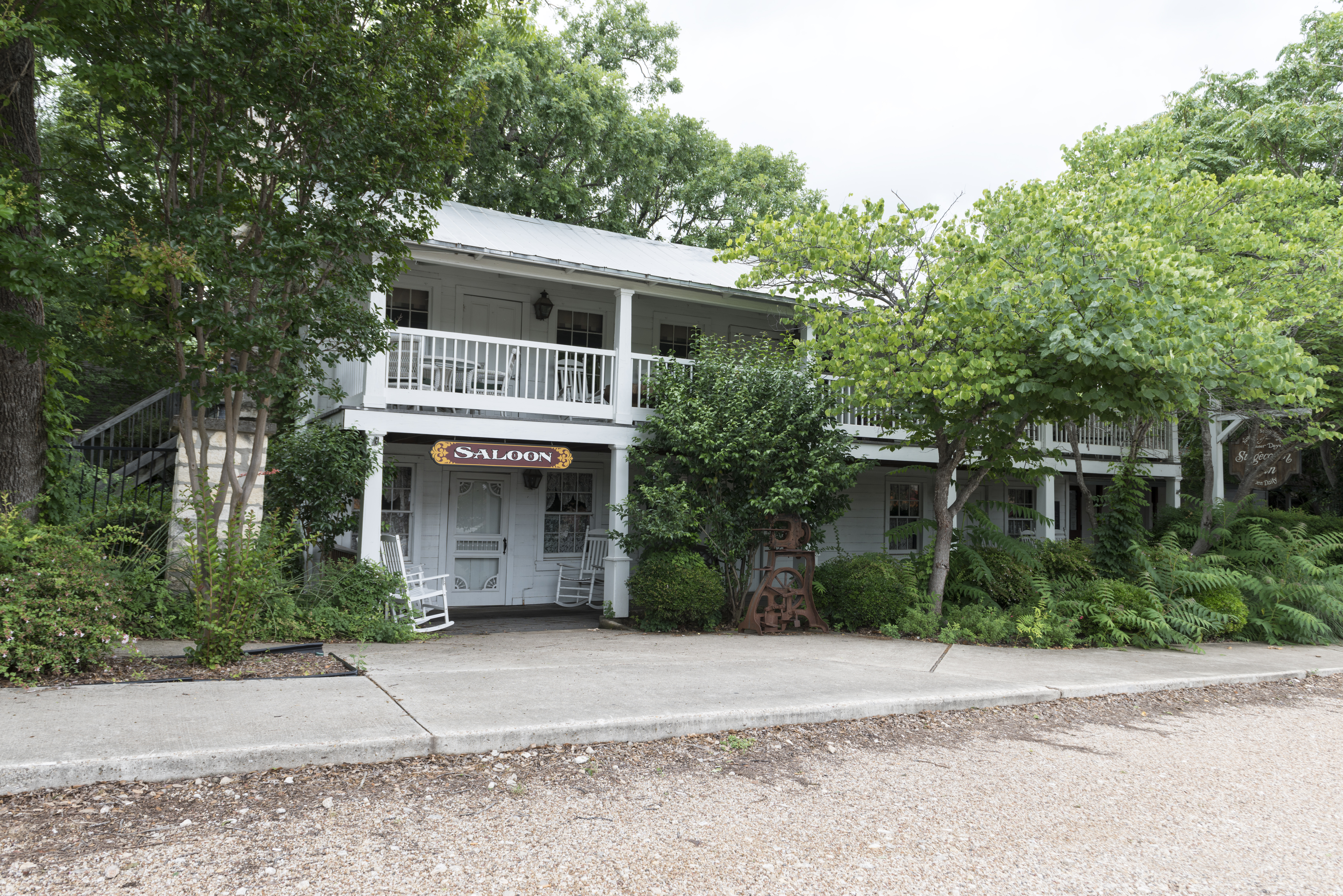
La Stagecoach Inn à Salado (Texas), membre depuis 2018.
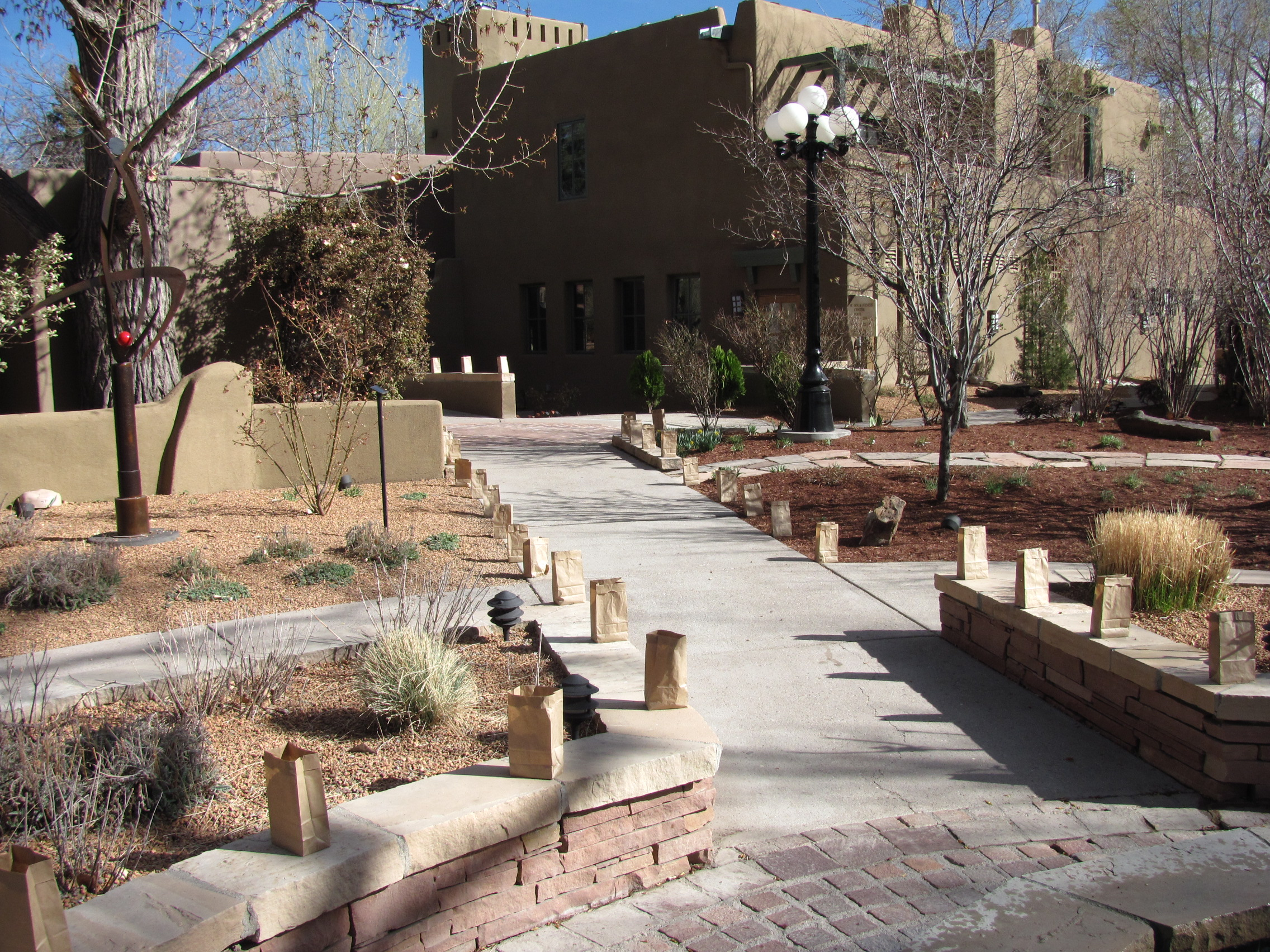
La Posada de Santa Fe à Santa Fe (Nouveau-Mexique), membre depuis 2019.